# The Best of New Order
The Best of New Order o (the best of) New Order es el primer álbum de grandes éxitos de la banda inglesa New Order. Fue publicado en Reino Unido en 21 de noviembre de 1994 a través de London Records. A diferencia de otras pistas fue lanzado en otros sellos en Estados Unidos lanzado en 14 de marzo de 1995 por Qwest Records y  Warner Bros. Records.

## Producción
(the best of) New Order es el segundo álbum recopilatorio lanzado por el grupo y siguiendo su primer gran éxito de Substance 1987 después de siete años. El grupo había tomado una pausa debido a las tensiones y conflictos durante la grabación y la gira de su álbum Republic lanzado en 1993. Republic fue el primer álbum que el grupo lanzó con la compañía discográfica London, y con el grupo anunciando su poca intención de trabajar juntos en un futuro próximo, la compañía discográfica adelantó la compilación (the best of) New Order.
Al año siguiente, un álbum de remezcla titulado (the rest of) New Order fue lanzado en agosto de 1995, con el arte de la cubierta similar.

## Recepción
(the best of) New Order fue lanzado en CD, casete, LP doble, VHS y Laserdisc. Ediciones limitadas agrupan el casete y CD en un sistema de la caja. De vídeo y discos láser incluyen versiones individuales que no aparecen en otras versiones, a saber "Confusion", "State of the Nation" y "Spooky".
El álbum se vende bien en el mercado de Navidad y el número 4 alcanzado en la lista de álbumes del Reino Unido, y fue certificado Platino por la BPI. La compilación hizo bien a nivel internacional, llegando al puesto #30 en Australia, #23 en Canadá y #78 en los EE. UU.

## Lista de canciones
Publicación General
| General Release |                                                          |                          |                |          |  |
| N.º             | Título                                                   | Escritor(es)             | Album          | Duración |  |
| 1.              | «True Faith-94»                                          | New Order, Stephen Hague | Inédito        | 5:34     |  |
| 2.              | «Bizarre Love Triangle-94»                               | New Order                | Inédito        | 3:54     |  |
| 3.              | «1963–94»                                                | New Order, Stephen Hague | Inédito        | 3:46     |  |
| 4.              | «Regret»                                                 | New Order, Stephen Hague | Republic       | 4:08     |  |
| 5.              | «Fine Time»                                              | New Order                | Technique      | 3:08     |  |
| 6.              | «The Perfect Kiss»                                       | New Order                | Low-Life       | 4:49     |  |
| 7.              | «Shellshock»                                             | New Order, John Robie    | Pretty in Pink | 4:23     |  |
| 8.              | «Thieves Like Us»                                        | New Order, Arthur Baker  |                | 6:36     |  |
| 9.              | «Vanishing Point»                                        | New Order                | Technique      | 5:14     |  |
| 10.             | «Run 2» (Incorrectly credited on UK editions as "Run 2") | New Order, John Denver   | Technique      | 4:29     |  |
| 11.             | «Round & Round-94»                                       | New Order                | Inédito        | 4:00     |  |
| 12.             | «World (The Price of Love)»                              | New Order, Stephen Hague | Republic       | 3:38     |  |
| 13.             | «Ruined in a Day»                                        | New Order, Stephen Hague | Republic       | 3:57     |  |
| 14.             | «Touched by the Hand of God»                             | New Order                | Salvation!     | 3:42     |  |
| 15.             | «Blue Monday»                                            | New Order                |                | 4:07     |  |
| 16.             | «World in Motion»                                        | New Order, Keith Allen   |                | 4:30     |  |

Publicación en Estados Unidos
| US version |                                                   |                          |                          |          |  |
| N.º        | Título                                            | Escritor(es)             | Album                    | Duración |  |
| 1.         | «Let's Go (Nothing for Me)»                       | New Order, Arthur Baker  | Salvation!               | 4:02     |  |
| 2.         | «Dreams Never End»                                | New Order                | Movement                 | 3:11     |  |
| 3.         | «Age of Consent»                                  | New Order                | Power, Corruption & Lies | 5:13     |  |
| 4.         | «Love Vigilantes»                                 | New Order                | Low-Life                 | 4:18     |  |
| 5.         | «True Faith-94»                                   | New Order, Stephen Hague | Inédito                  | 4:27     |  |
| 6.         | «Bizarre Love Triangle-94»                        | New Order                | Inédito                  | 3:54     |  |
| 7.         | «1963–95» (Actually the Arthur Baker Radio Remix) | New Order, Stephen Hague | Previously unreleased    | 4:02     |  |
| 8.         | «Fine Time»                                       | New Order                | Technique                | 3:08     |  |
| 9.         | «Vanishing Point»                                 | New Order                | Technique                | 5:14     |  |
| 10.        | «Run»                                             | New Order, John Denver   | Technique                | 4:28     |  |
| 11.        | «Round & Round-94»                                | New Order                | Technique                | 4:00     |  |
| 12.        | «Regret»                                          | New Order, Stephen Hague | Republic                 | 4:08     |  |
| 13.        | «World (The Price of Love)»                       | New Order                | Republic                 | 3:38     |  |
| 14.        | «Ruined in a Day»                                 | New Order                | Republic                 | 4:22     |  |
| 15.        | «Touched by the Hand of God»                      | New Order                | Salvation!               | 3:41     |  |
| 16.        | «Blue Monday-88»                                  | New Order                |                          | 4:07     |  |
| 17.        | «World in Motion»                                 | New Order, Keith Allen   |                          | 4:29     |  |

Videos
1. "True Faith-94"
2. "Regret"
3. "Run"
4. "Bizarre Love Triangle"
5. "Fine Time"
6. "The Perfect Kiss"
7. "Shellshock"
8. "Confusion"
9. "Blue Monday-88"
10. "Round & Round-94"
11. "World"
12. "Ruined in a Day"
13. "State of the Nation"
14. "Touched by the Hand of God"
15. "World in Motion"
16. "Spooky"
17. "True Faith"
18. "Round & Round"

## Posicionamiento en lista
| Lista (1994/5)                | Posiciones |
| ----------------------------- | ---------- |
| Australian ARIA Albums Chart  | 30         |
| Canadian RPM Albums Chart     | 23         |
| New Zealand RIANZ Album Chart | 27         |
| UK Albums Chart               | 4          |
| US Billboard 200 Albums Chart | 78         |